# Leichtathletik-Europameisterschaften 1938/Kugelstoßen der Männer

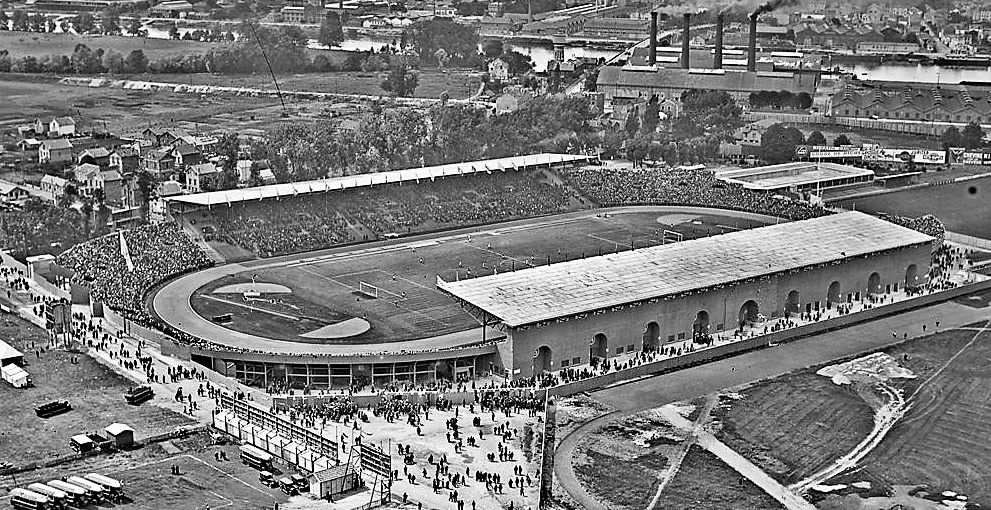
Olympiastadion in Paris 1924

Das Kugelstoßen der Männer bei den Leichtathletik-Europameisterschaften 1938 wurde am 4. September 1938 im Stade Olympique der französischen Hauptstadt Paris ausgetragen.
Europameister wurde der Este Aleksander Kreek. Die beiden eigentlich favorisierten Deutschen Gerhard Stöck – Bronze bei den Olympischen Spielen 1936 und hier auf Platz zwei – sowie der Olympiasieger von 1936 Hans Woellke – hier auf Position drei – gewannen Silber und Bronze.

## Rekorde

### Bestehende Rekorde
| Weltrekord           | 17,40 m | Jack Torrance  | Oslo, Norwegen                     | 5. August 1934    |
| Europarekord         | 16,60 m | Hans Woellke   | Frankfurt am Main, Deutsches Reich | 20. August 1936   |
| Meisterschaftsrekord | 15,19 m | Arnold Viiding | EM Turin, Italien                  | 9. September 1934 |

### Rekordverbesserung
Der estnische Europameister Aleksander Kreek verbesserte den EM-Rekord seines Landsmanns Arnold Viiding um 64 Zentimeter auf 15,83 Meter. Zum Europarekord fehlten ihm damit 77 Zentimeter, zum Weltrekord 1,57 Meter.

## Durchführung
In den Quellenangaben (europäischer Leichtathletikverband EAA sowie bei todor66) zum Kugelstoßen findet sich nur eine Ergebnisliste mit dem Finalresultat für alle zwölf Teilnehmer. Eine Qualifikation wird dort nicht aufgeführt. Demnach sind alle Wettkämpfer gemeinsam in einer Gruppe zum Finale angetreten. Wie viele Versuche den Athleten zur Verfügung standen und ob es nach der dritten Runde, wie damals zum Beispiel bei Olympischen Spielen üblich, mit den besten sechs Athleten in ein Finale mit drei weiteren Durchgängen ging, wird nicht klar.
Bei den Olympischen Spielen in dieser Zeit war es in den technischen Disziplinen übliche Praxis, zunächst am Morgen des Wettkampftages eine Qualifikationsrunde durchzuführen, wenn die Zahl der Teilnehmer nicht zu gering war. Diese Vorausscheidung wurde in zwei Gruppen ausgetragen. Das Finale fand dann mit den dafür qualifizierten Sportlern in aller Regel am Nachmittag desselben Tages statt.

## Finale

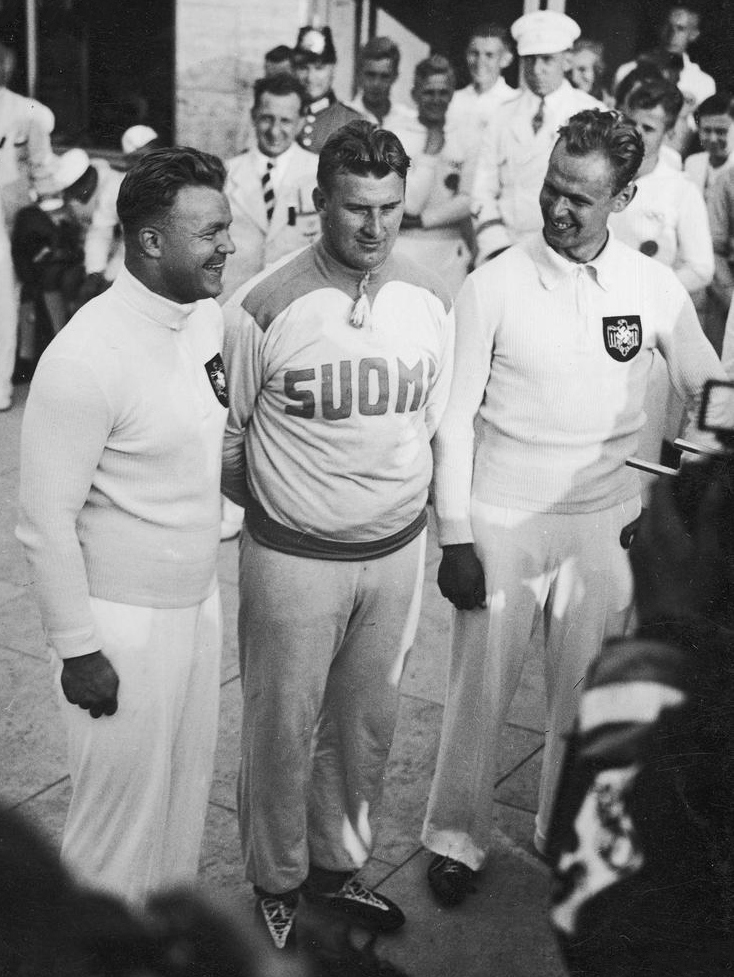
Die Athleten auf den Rängen zwei bis vier (auf dem Foto nach dem Kugelstoßwettbewerb bei den Olympischen Spielen 1936) Olympiasieger und EM-Dritter Hans Woellke (links), der Olympiazweite und EM-Vierte Sulo Bärlund (Mitte), der Olympiadritte und EM-Zweite Gerhard Stöck (rechts)

4. September 1938, 16.15 Uhr
| Platz | Name             | Nation             | Weite (m) |
| ----- | ---------------- | ------------------ | --------- |
| 1     | Aleksander Kreek | Estland            | 15,83 CR  |
| 2     | Gerhard Stöck    | Deutsches Reich    | 15,59     |
| 3     | Hans Woellke     | Deutsches Reich    | 15,52     |
| 4     | Sulo Bärlund     | Finnland           | 15,07     |
| 5     | Gunnar Bergh     | Schweden           | 14,92     |
| 6     | Jaroslav Vítek   | Tschechoslowakei   | 14,77     |
| 7     | Angiolo Profeti  | Königreich Italien | 14,67     |
| 8     | Witold Gerutto   | Polen              | 14,41     |
| 9     | Jules Noël       | Frankreich         | 14,36     |
| 10    | Roger Braconnot  | Frankreich         | 14,12     |
| 11    | Kalevi Kotkas    | Finnland           | 13,92     |
| 12    | Jean Wagner      | Luxemburg          | 13,35     |

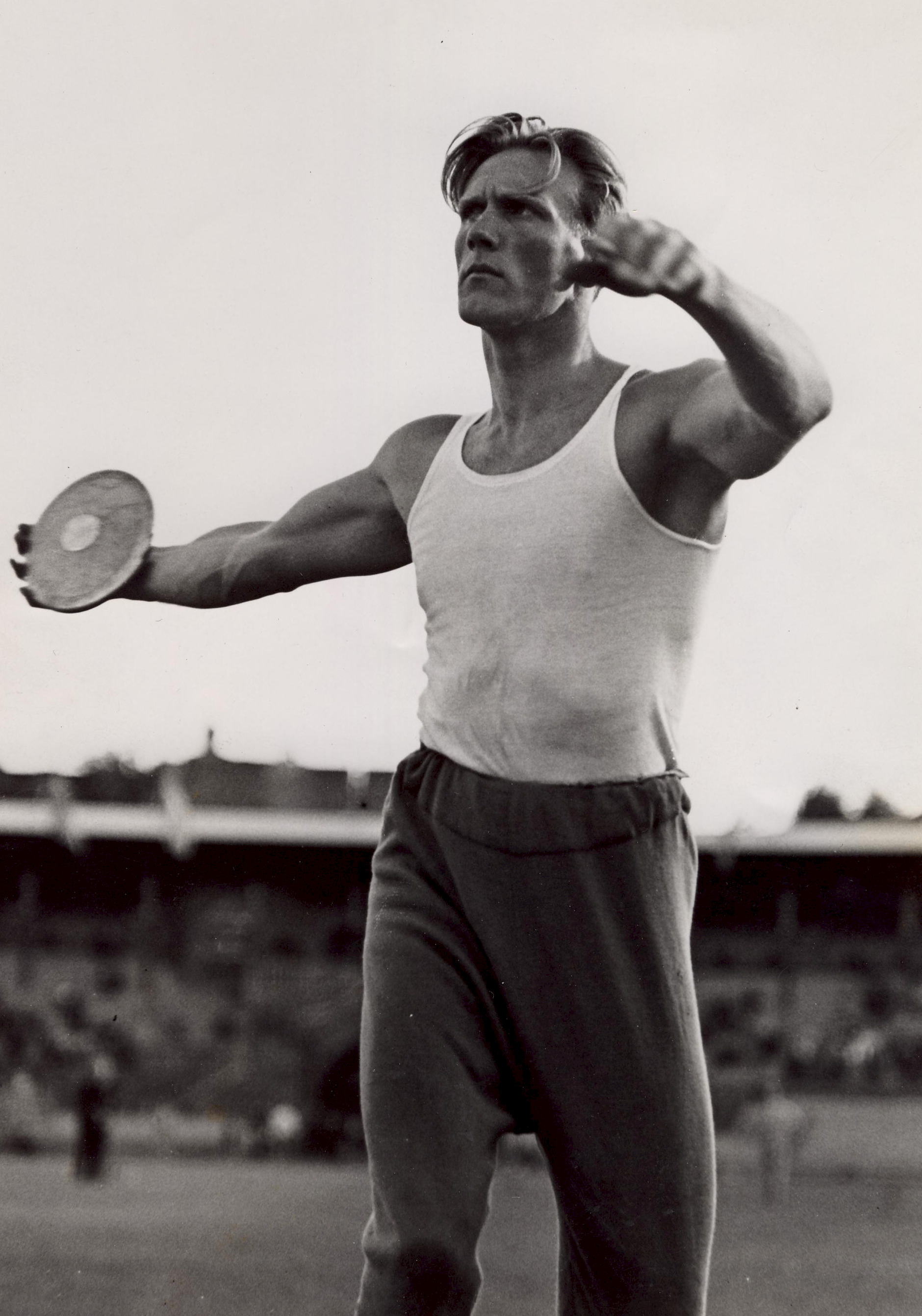
Gunnar Berg (auf dem Foto als Diskuswerfer – in der Diskuswurf-Konkurrenz gewann er Bronze) erreichte Platz fünf
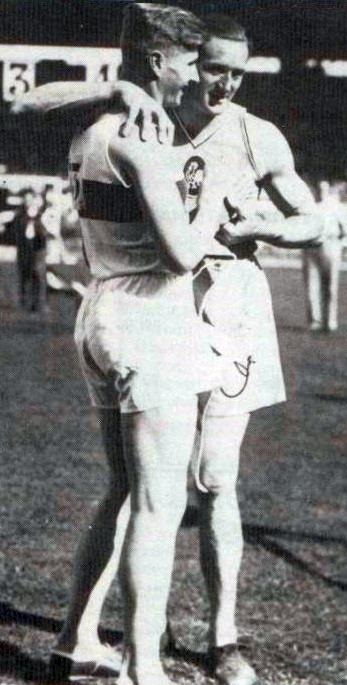
Jules Noël (rechts) – hier nach dem Diskuswurf-Wettbewerb, in dem er Siebter wurde, zusammen mit dem Diskuswurf-Europameister Willy Schröder – belegte Rang neun
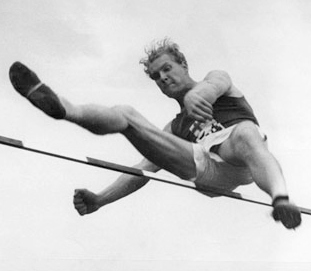
Kalevi Kotkas – im Hochsprung Europameister von 1934 und Vizeeuropameister von 1938 – als Kugelstoßer Elfter in diesem Finale